# FC Ural Ekaterimburgo
El FC Ural (del ruso: Футбольный клуб «Урал») es un club de fútbol ruso de la ciudad de Ekaterimburgo, fundado en 1930. El club disputa sus partidos como local en el estadio Central y juega en la Primera División de Rusia. 
El Ural es uno de los clubes de fútbol más antiguos de Rusia. Fue fundado como Uralmashstroya en la planta de maquinaria pesada Uralmash y, posteriormente, cambió su nombre en cinco ocasiones más, siendo su denominación más longeva FC Uralmash (1960-2002).
Desde su fundación, el club ha disputado las ligas más importantes del país. Pasó seis temporadas en la Soviet Top Liga hasta 1969 y en la Liga Premier de Rusia de 1992 a 1996. Alcanzó las semifinales de la Copa de Rusia 2008 y las semifinales de la Copa Intertoto en 1996.

## Historia

### Orígenes y planta Uralmash (1928-1967)
La historia del principal club de fútbol de Ekaterimburgo está ligada al desarrollo de la planta Uralmash. Sus orígenes se remontan a 1928, con la construcción de Uralmashzavod y el patio de recreo de los trabajadores. El iniciador de su creación fue Nikolai Glazyrin, quien se había graduado en el Instituto de Leningrado de la Cultura Física y durante su servicio en el ejército jugó al fútbol para el equipo de la Fuerza Aérea del Distrito Militar de Leningrado. En 1930, Nikolai creó los primeros cuatro equipos entre los constructores. El equipo ganador de este mini-torneo, se unió al campeonato de fútbol de Sverdlovsk fue nombrado "Uralmashstroya".

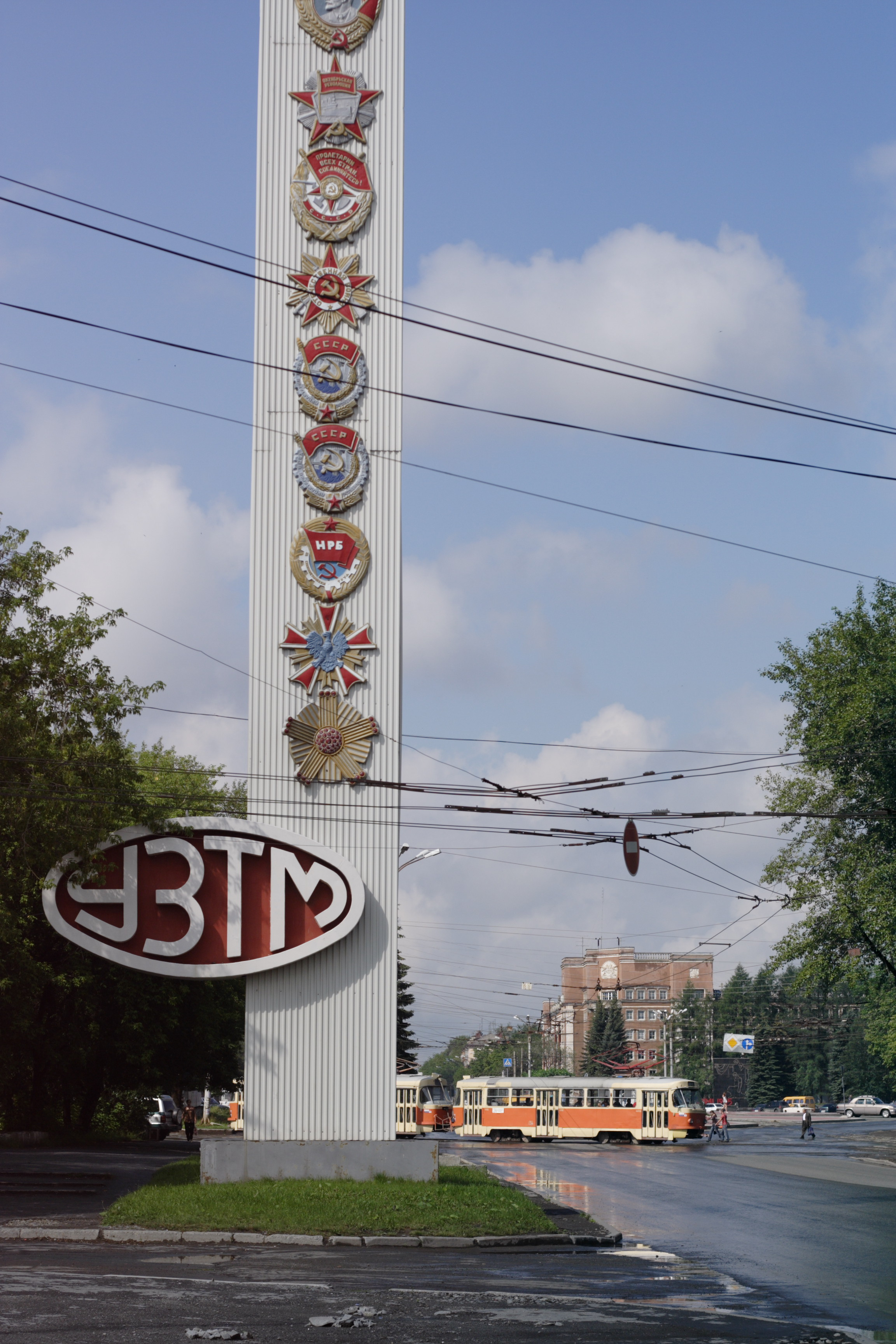
Estela de la fábrica Uralmash en Ekaterimburgo.

Las primeras actuaciones no fueron muy exitosos para Uralmashstroya. En 1933, la planta entró en funcionamiento y el Uralmashstroya se transformó en el equipo de fútbol de la planta. Sus primeros encuentros fueron de un marcado carácter industrial, como el amistoso de 1934 ante los jugadores de la Fuerza Aérea de Oremburgo. El partido terminó 3-1 a favor de la Uralmash. En 1935-1936 se proclamaron campeones regionales de Sverdlovsk.
El período de 1945-1953 marcó el debut del equipo de Sverdlovsk en el campeonato de la URSS. Después de la Segunda Guerra Mundial las actividades deportivas en la planta habían rejuvenecido. El club fue renombrado Avangard en 1943 para ganarse el derecho a participar en el campeonato de 1947 de la Primera Liga Soviética, el segundo nivel de ligas del fútbol soviético. En su primera temporada, el equipo de Sverdlovsk solo consiguió ganar tres de los 18 partidos. 
En la segunda temporada del club como profesional, en 1948-1949, los resultados comenzaron a mejorar. El club finalizó en octava posición de una liga de trece equipos, con nueve victorias y nueve derrotas. Entre 1950-1952 el Avangard no participó en el campeonato nacional, ya que el número de equipos de la Primera Liga Soviética se redujo drásticamente, pero ascendió en 1953. En 1963 la Federación Soviética de Fútbol reorganizó la Primera Liga Soviética dividiéndola en Clase A y Clase B, y el club de Uralmash fue encuadrado en Clase A.

### Ascenso a la Soviet Top Liga (1968-1969)
El club alcanzó el ascenso a la Soviet Top Liga por primera vez en su historia en noviembre de 1968. Tras 40 jornadas de competición, finalizó en primera posición del tercer subgrupo de la liga regular de la Primera Liga Soviética, lo que le valió para pasar a una liguilla final compuesta por cuatro equipos campeones de cada grupo. El Uralmash Sverdlovsk tuvo que medirse al Karpaty Lviv, Irtysh Omsk y Sudostroitel Nikolayev (hoy MFC Mykolaiv). El equipo de los Urales solo pudo ganar un partido, ante el equipo de los astilleros navales del Sudostroitel Nikolayev, mientras que el resto fueron empates a un gol. Las esperanzas del Uralmash de conseguir el ascenso pasaban por la victoria del Irtysh Omsk ante el Sudostroitel, que se consumó finalmente por 3-1. El entrenador del equipo en aquella histórica temporada fue Víctor S. Maryenko.
En 1969 el Uralmash Sverdlovsk disputó la primera y única temporada en el máximo campeonato de liga de la URSS. El equipo tuvo un duro debut, ya que en la primera jornada se midió al Dinamo Moscú y perdió por un gol a cero. Su primer triunfo llegó en la tercera jornada ante Zarya Lugansk (0-1). 
El primer partido oficial en Sverdlovsk se celebró en el Estadio Central y se reunieron en las gradas más de 30.000 aficionados. Además, el debut como local del Uralmash acabó con victoria por tres goles a dos sobre el Neftchi de Bakú. El partido se celebró el 23 de abril de 1969. La expectación que despertó el encuentro fue muy intensa y el diario local Uralskiĭ rabochiĭ publicó el 24 de abril: "El interés en el primer partido en Sverdlovsk fue tan grande que los fans no esperaron que los carteles aparecieran en la ciudad y compraron las treinta mil entradas incluso dos semanas antes de la llegada del partido".
Sin embargo, y pese a lograr empatar a cero ante equipos como el Dinamo Kiev o el CSKA y vencer al Lokomotiv, el equipo no pudo evitar el descenso y finalizó la temporada en última posición, con 22 puntos conseguidos, siete victorias, ocho empates y diecinueve derrotas.

## Estadio

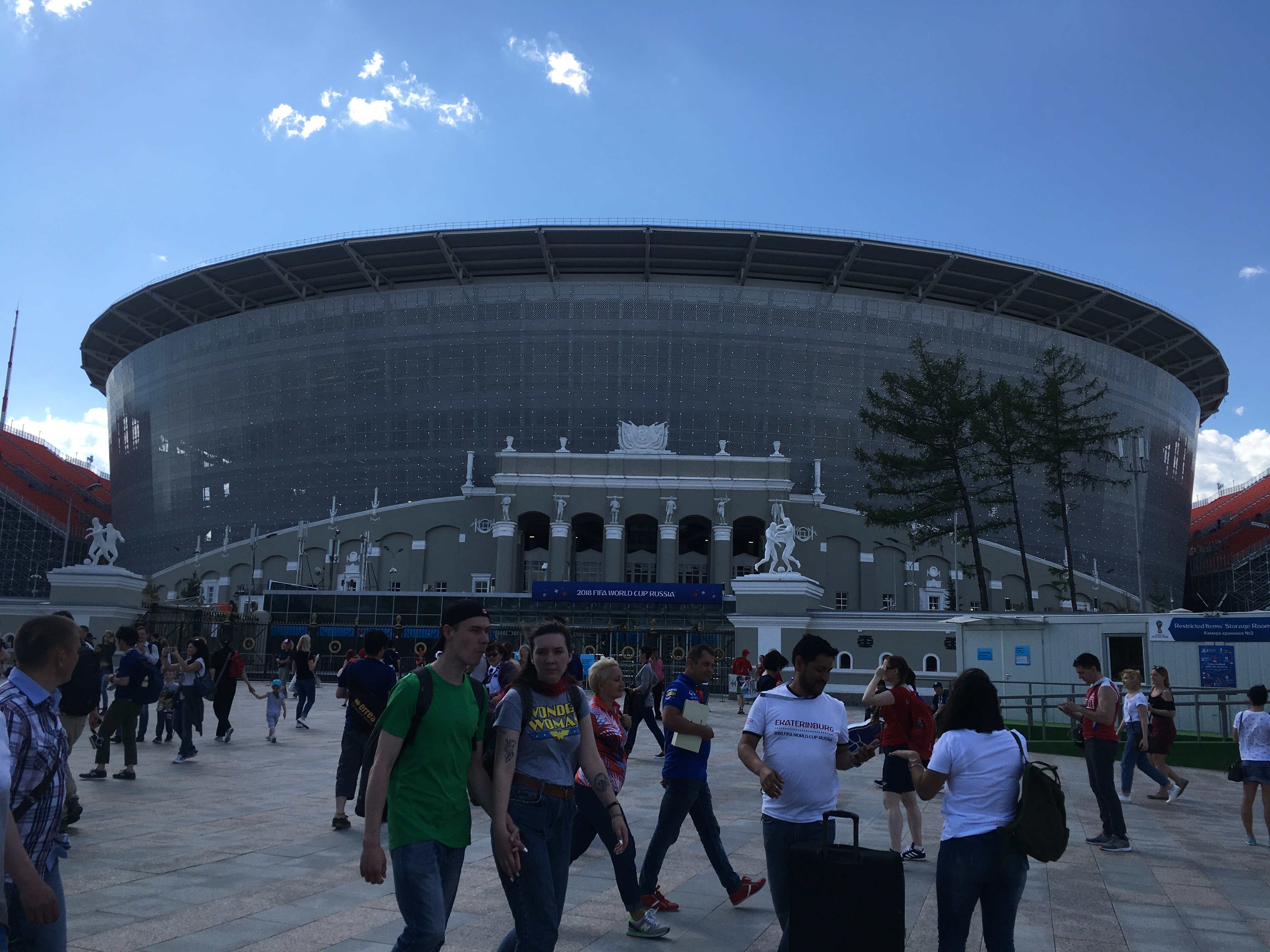
Ekaterimburgo Arena.

El Ural juega sus partidos oficiales como local en el Estadio Central, construido entre 1953-1957. De 2006 a 2011 estuvo en reconstrucción y del 7 de octubre de 2015 al 29 de diciembre de 2017 se llevó a cabo una nueva reconstrucción, esta vez por la Copa Mundial de Fútbol de 2018. A partir de ese momento el estadio pasó a denominarse Ekaterimburgo Arena.
Cuatro partidos de la fase de grupos de la Copa Mundial 2018 se llevaron a cabo en el estadio. En el momento del campeonato, la capacidad del estadio era de 35 000 asientos, incluidos los asientos en gradas plegables. Después del campeonato, la grada temporal se desmanteló y la capacidad del estadio se fijó en 25 000 espectadores. El estadio tiene el estatus de un objeto de patrimonio cultural y está incluido en la lista de monumentos culturales de importancia regional.

## Palmarés
- Copa de Rusia
  - Subcampeón (2): 2017, 2019

## Historial en liga

### Rusia
| Temporada | Div.                 | Pos. | PJ | PG | PE | PP | GF | GC | Ptos. | Copa  | Europa | Europa | Goleador (liga) | Entrenador                |
| --------- | -------------------- | ---- | -- | -- | -- | -- | -- | -- | ----- | ----- | ------ | ------ | --------------- | ------------------------- |
| 1992      | 1ª                   | 9    | 30 | 14 | 8  | 8  | 50 | 36 | 36    | —     | —      | —      | Matveyev - 20   | Agafonov Shishkin         |
| 1993      | 1ª                   | 8    | 24 | 16 | 4  | 14 | 51 | 52 | 36    | QF    | —      | —      | Andreyev - 12   | Shishkin                  |
| 1994      | 1ª                   | 14   | 30 | 7  | 9  | 14 | 33 | 49 | 23    | R32   | —      | —      | Matveyev - 9    | Shishkin Kalashnikov      |
| 1995      | 1ª                   | 8    | 30 | 12 | 3  | 15 | 43 | 47 | 39    | QF    | —      | —      | Matveyev - 9    | Kalashnikov               |
| 1996      | 1ª                   | 16   | 34 | 8  | 9  | 17 | 38 | 57 | 33    | R16   | IC     | SF     | Fedotov - 6     | Voytenko Shevchenko       |
| 1997      | 2ª                   | 20   | 42 | 9  | 8  | 25 | 43 | 77 | 35    | R32   | —      | —      | Ignatov - 9     | Vik.Erokhin               |
| 1998      | 3ª, "Urales"         | 3    | 34 | 20 | 6  | 8  | 63 | 29 | 66    | R64   | —      | —      | Alekseev - 12   | V.Kalashnikov Val.Erokhin |
| 1999      | 3ª, "Urales"         | 7    | 30 | 14 | 7  | 9  | 49 | 30 | 49    | R64   | —      | —      | Alekseev - 10   | Agafonov                  |
| 2000      | 3ª, "Urales"         | 2    | 30 | 23 | 4  | 3  | 70 | 21 | 73    | R1024 | —      | —      | Palachyov - 36  | Agafonov                  |
| 2001      | 3ª, "Urales"         | 1    | 30 | 27 | 2  | 1  | 83 | 11 | 83    | R64   | —      | —      | Palachyov - 21  | Agafonov                  |
| 2002      | 3ª, "Urales"         | 1    | 28 | 22 | 5  | 1  | 55 | 11 | 71    | R128  | —      | —      | Markov - 15     | Kokarev                   |
| 2003      | 2.ª                  | 19   | 42 | 11 | 8  | 23 | 43 | 65 | 41    | R32   | —      | —      | Salnikov - 14   | Kokarev Gusev             |
| 2004      | 3ª, "Ural-Povolzhye" | 1    | 36 | 27 | 6  | 3  | 68 | 18 | 87    | R64   | —      | —      | Markov - 20     | Gusev Kalashnikov         |
| 2005      | 2ª                   | 7    | 42 | 21 | 10 | 11 | 51 | 34 | 73    | R256  | —      | —      | Markov - 13     | Pobegalov                 |
| 2006      | 2ª                   | 3    | 42 | 27 | 9  | 6  | 67 | 23 | 90    | R32   | —      | —      | Alkhimov - 25   | Pobegalov                 |
| 2007      | 2ª                   | 5    | 42 | 21 | 14 | 7  | 70 | 33 | 77    | R32   | —      | —      | Mysin - 21      | Pobegalov                 |
| 2008      | 2ª                   | 4    | 42 | 22 | 9  | 11 | 69 | 39 | 75    | SF    | —      | —      | Dubrovin - 14   | Pobegalov                 |
| 2009      | 2ª                   | 8    | 38 | 15 | 15 | 8  | 40 | 32 | 60    | R32   | —      | —      | Shishelov - 16  | Pobegalov Fedotov         |
| 2010      | 2ª                   | 7    | 38 | 14 | 16 | 8  | 38 | 28 | 58    | R16   | —      | —      | Sikimić - 7     | Fedotov Stukalov          |